# Aeroport Internacional Jomo Kenyatta

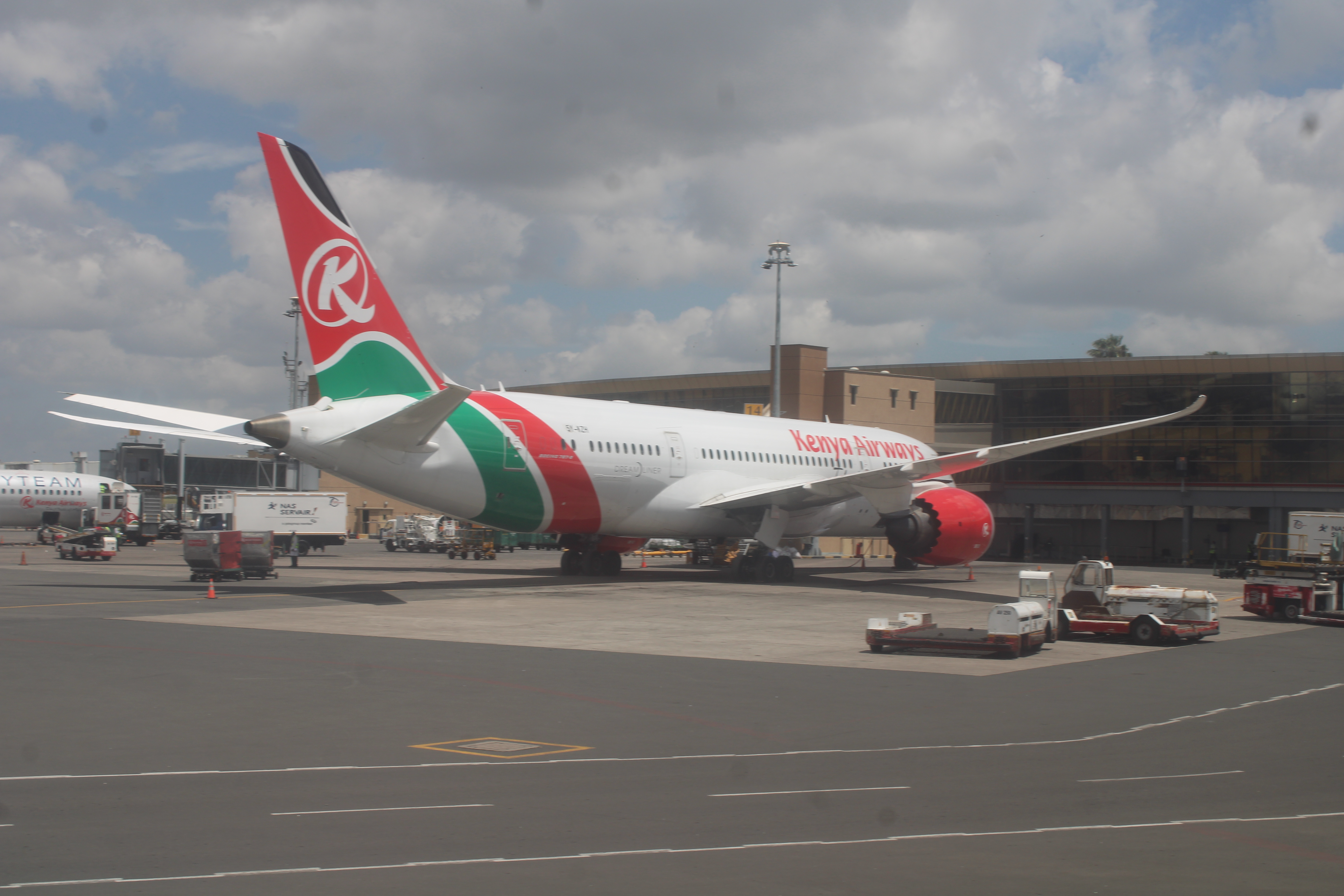
5Y-KZH de Kenya Airways

Aeroport Internacional Jomo Kenyatta (IATA: NBO, l'OACI: HKJK) és un aeroport internacional a Nairobi, la capital de la ciutat més gran de Kenya.
Els altres tres aeroports internacionals importants de Kenya inclouen l'aeroport internacional de Kisumu, l'aeroport internacional de Moi i l'aeroport internacional d'Eldoret. JKIA es troba al suburbi d'Embakasi, a 18 quilòmetres al sud-est del districte central de negocis de Nairobi, l'aeroport programa vols a destinacions a més de 50 països. Originalment anomenat Aeroport d'Embakasi, el nom de l'aeroport es va canviar el 1978 per honrar a Jomo Kenyatta, primer president i primer ministre de Kenya. L'aeroport va donar servei a més de 7 milions de passatgers el 2016, convertint-lo en el setè aeroport més concorregut en trànsit de passatgers del continent.